# Thiébouhans
Thiébouhans település Franciaországban, Doubs megyében. Lakosainak száma 245 fő (2022. január 1.). Thiébouhans Montandon, Les Bréseux, Cernay-l'Église, Damprichard, Maîche és Trévillers községekkel határos.

## Népesség
A település népessége az elmúlt években az alábbi módon változott:
| Lakosok száma | 155  | 157  | 171  | 221  | 238  | 253  | 256  | 257  | 258  | 245  |
|               | 1968 | 1982 | 1990 | 2006 | 2013 | 2015 | 2017 | 2019 | 2020 | 2022 |